# Ghica (Familie)

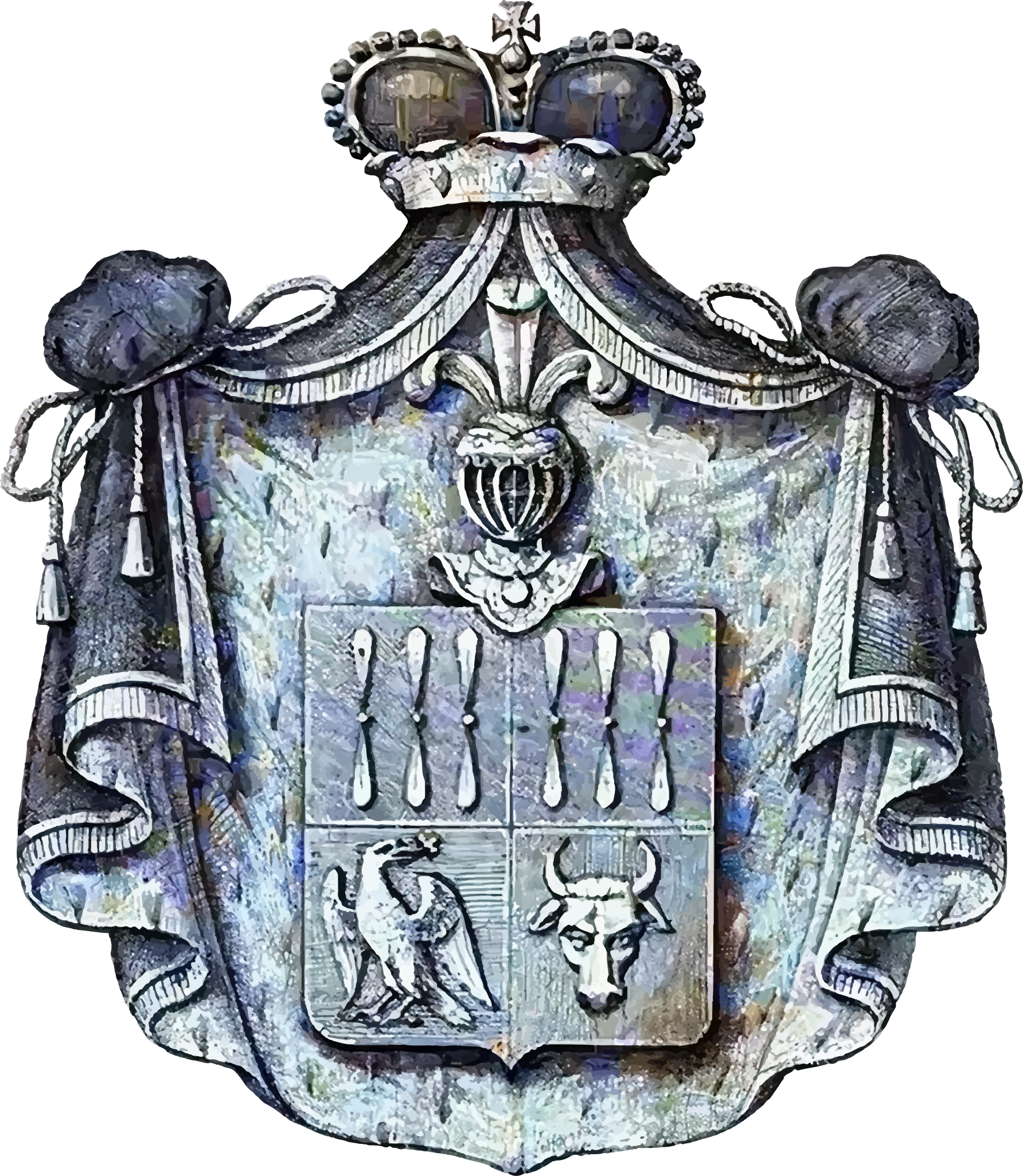
Wappen der Familie Ghica/Gikas

Das Haus Ghica (auch Ghika; rumänisch: Ghica, albanisch: Gjika, griechisch: Γκίκας – Gikas) war eine albanische Adelsfamilie, deren Mitglieder zwischen dem frühen 17. und späten 19. Jahrhundert bedeutende Ämter in der Walachei, in der Moldau und später im Königreich Rumänien innehatten. Die Familie stellte zahlreiche Woiwoden (Fürsten) von Walachei und Moldau sowie zwei Ministerpräsidenten Rumäniens. Verschiedene Zweige der Familie existieren bis heute fort.

## Geschichte
Die ersten belegten Vertreter der Familie tauchten im frühen 17. Jahrhundert auf. Der Stammvater der Dynastie war Gheorghe Ghica, dessen Familie aus Albanien und der weiteren Region Epirus stammte. Als sein Geburtsort wird in den Quellen mitunter Köprülü (heute Veles in Nordmazedonien) angegeben, obwohl dies möglicherweise auf einer späteren Vermischung mit der Herkunft des Großwesirs Köprülü Mehmed Pascha beruht. Andere Quellen nennen die Albaner von Zagora (Region Ianina, Epirus) als seine Herkunftsgruppe. Unstrittig ist jedoch, dass er in diesen Aufzeichnungen stets als Albaner bezeichnet wird, was auf die herausragende Rolle seiner Herkunftsverbindungen in den Fördernetzwerken hindeutet, die seine politische Laufbahn stärkten. Gheorghe Ghica heiratete Smaragda (Smada) Lână, Tochter von Stamate Lână, dem Stolnic (Seneschal) von Broşteni. Durch die Heirat seines Sohnes Grigore mit der Nichte des moldauischen Woiwoden Gheorghe Ștefan verankerte er die Familie endgültig in der feudalstämmigen Oberschicht der rumänischen Fürstentümer.

## Aufstieg

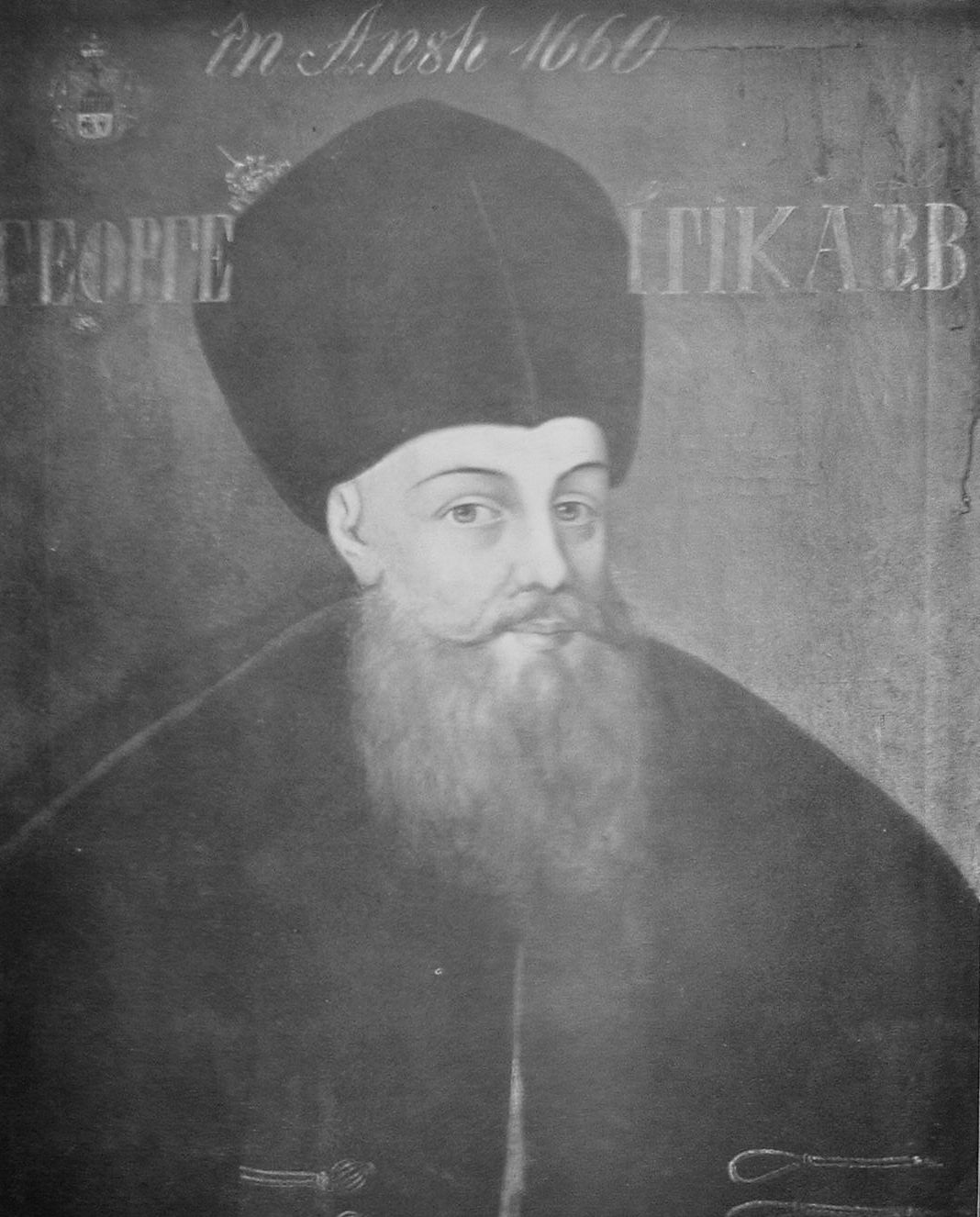
Gheorghe Ghica

Nach dem Scheitern des transsilvanisch-walachisch-moldauischen Aufstands gegen das Osmanische Reich (gefördert durch Georg II. Rákóczi) konnte sich Gheorghe Ghica in der Machtvakuumlage als Woiwode von Moldau durchsetzen, zunächst von 1658 bis 1659 und erneut von 1659 bis 1660. Den hohen Tributforderungen des Sultans konnte er jedoch nicht dauerhaft nachkommen, sodass er abgesetzt wurde. Auf Betreiben von Großwesir Köprülü Mehmed Pascha folgte ihm sein Sohn Grigore I. Ghica auf den Thron. Grigore I. war der älteste überlebende Sohn Gheorghe Ghicas, geboren in Konstantinopel aus einer Beziehung mit Ecaterina Vlasto, einer Katholikin aus Pera. Er begleitete seinen Vater nach Moldau und festigte die Position der Familie, indem er Maria Sturdza, Tochter des Vistiern (Kämmerers) Mateiaș Sturdza aus dem Sturdza-Geschlecht und Nichte des moldauischen Fürsten Gheorghe Ștefan, heiratete.
Die Kinder von Grigore I. Ghica, insbesondere Matei (Grigore) Ghica, sicherten die Fortführung der Familienlinie. Matei Ghica lebte ausschließlich im griechischen Phanar-Viertel Konstantinopels. Durch seine Heirat mit Ruxandra Mavrocordat, Tochter von Alexander Mavrocordatos, dem Dragoman der Hohen Pforte, wurde Matei in den phanariotischen Machtzirkel eingeführt – den nunmehr religiösen, kulturellen und politischen Hegemonen der christlichen Untertanen und Vasallen des Osmanischen Reiches – und ebnete seinen Nachkommen den Weg zu politischem Aufstieg. Er wurde Groß-Dolmetscher der Flotte und verhandelte 1739 eine Vereinbarung mit dem Sultan, wonach die Schlüsselposition des Groß-Dolmetschers der Hohen Pforte innerhalb dieses Kreises verbleiben sollte – also unter den Nachkommen eines Familienpakts, an dem die Ghicas, Mavrocordatos und Racoviţăs beteiligt waren.

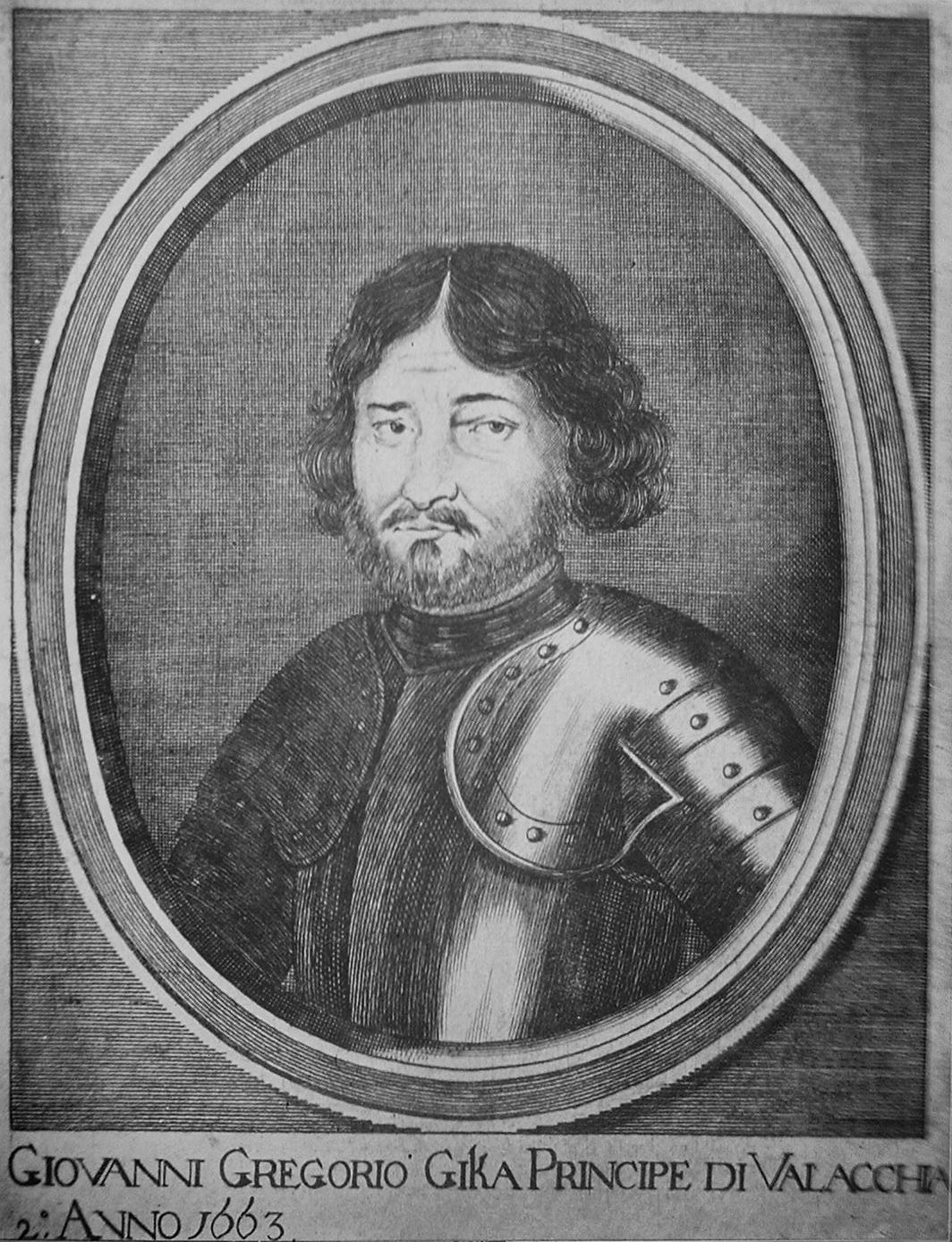
Grigore I. Ghica

Sein Sohn Grigore II. Ghica, durch sein Amt als Dolmetscher in die Feinheiten der osmanischen Politik eingeführt, gelangte am 26. September 1726 auf den moldauischen Thron. Während seiner Herrschaft in Moldau bewies Grigore II. Ghica große diplomatische Fähigkeiten, indem er einen unglücklichen Konflikt mit dem Krim-Khanat beilegte, das damit drohte, das Land zu verwüsten. 1733 fand ein Thronwechsel statt, wobei Grigore II. anstelle seines Cousins Konstantin Mavrocordatos in die Walachei überging. Grigore II. Ghicas diplomatisches Geschick zeigte sich noch eindrucksvoller während des Russisch-Österreichisch-Osmanischen Krieges, als der Fürst von Moldau auf Bitten der Pforte als Vermittler zwischen den Osmanen und den Russen fungierte, indem er Korrespondenzen führte und Gesandte austauschte – darunter mit dem russischen Generalfeldmarschall Burkhard Christoph von Münnich, mit John Bell, dem Sekretär der britischen Botschaft in Sankt Petersburg, mit dem französischen Botschafter in Konstantinopel, Louis Sauveur Villeneuve, sowie mit hohen osmanischen Würdenträgern.

## Bedeutende Familienmitglieder

### Woiwoden der Walachei
- Gheorghe Ghica (reg. 1659–1660, 1673–1678) Gründerzweig der Dynastie, führte die Familie in die höchste Herrscherklasse.
- Grigore I. Ghica (reg. 1660–1664, 1672–1673) Ältester überlebender Sohn Gheorghe Ghicas, festigte die Verbindung zur Boyarenschicht.
- Grigore II. Ghica (reg. 1733–1735, 1748–1752) Durch die Heiratspolitik eng verbunden mit Sturdza und Cantacuzino.
- Matei Ghica (reg. 1752–1753)
- Scarlat Ghica (reg. 1758–1761, 1765–1766)
- Alexandru Ghica (reg. 1766–1768)
- Grigore III. Ghica (reg. 1768–1769)
- Grigore IV. Ghica (reg. 1822–1828) Wurde von Sultan Mahmud II. nach Ende der Phanariotenherrschaft eingesetzt, reformierte Verwaltung und Justiz, bis er im Zuge des Russisch-Türkischen Krieges 1828 entmachtet wurde.
- Alexandru II. Ghica (reg. 1834–1842) Brachte die Familie in die neuzeitliche Politik Rumäniens ein und vermittelte zwischen den lokalen Eliten und der Hohen Pforte.

### Ministerpräsidenten von Rumänien
Dimitrie Ghica (1803–1875) Erste Generation nach der Vereinigung von Walachei und Moldau, Ministerpräsident 1866–1867.
Ion Ghica (1816–1897) Wirtschaftsliberaler Intellektueller, Professor und Journalist, mehrfach Ministerpräsident (1859/60, 1866, 1866/67, 1870/71), diente zweimal als Gouverneur der Insel Samos und engagierte sich für die Vereinigung der Donaufürstentümer.

### Weitere Familienmitglieder
- Dimitrie Ghica-Comănești (1855–1923), Kunstmäzen, Sammler und Erbauer des Palatul Ghica in Comănești, Touristiker und Ethnograf; gründete das gleichnamige Museum.
- Alecu Ghica (1799–1851), Diplomat am osmanischen Hof, trug maßgeblich zur Konsolidierung der rumänisch-osmanischen Beziehungen bei.
- Mihail Ghica (1853–1881), Jurist, Historiker und Mitglied der Rumänischen Akademie, verfasste Studien zur rumänischen Rechtsgeschichte.